# مرتضی غلامعلی‌تبار
مرتضی غلامعلی‌تبار (زادهٔ ۱ شهریور ۱۳۶۲ در روستای پوست‌کلا، بخش بندپی شرقی، بابل) یک بازیکن فوتبال اهل ایران است که در پست مدافع برای باشگاه فوتبال خیبر خرم‌آباد بازی می‌کند.
وی فوتبالش را در تیم روستای زادگاهش، روستای پوستکلا از توابع بخش بندپی شرقی شهرستان بابل آغاز کرد. بعد از چند فصل بازی در لیگ بندپی و با قبولی در دانشگاه شیراز به تیم امید برق شیراز پیوست و از آنجا به تیم ملی دانشجویان دعوت شد.و در همان فصل به تیم بزرگسالان برق شیراز اضافه شد،سپس بعد چهار فصل حضور در لیگ برتر با برق به همراه محمد احمدزاده به تیم لیگ برتری ملوان بندر انزلی پیوست،وی اولین بازی در ترکیب ثابت خود را با پیراهن برق شیراز در استادیوم حافظیه شیراز، در مقابل پرسپولیس انجام داد که بازیکنانی چون دایی ، باقری و...با مربی گری علی پروین حضور داشتند.
وی سابقه بازی در تیم‌های گهر دورود، ابومسلم خراسان، نفت آبادان و نساجی مازندران و ... را نیز دارد.